# Africká královna
Africká královna, a anglickém originále The African Queen, je britsko-americký film z roku 1951 režiséra Johna Hustona s Humphrey Bogartem a Katharine Hepburnovou v hlavní roli. Snímek byl nominován na Oscara ve 4 kategoriích (nejlepší režie, nejlepší scénář, nejlepší herečka a herec v hlavní roli), Oscara nakonec získal pouze Humphrey Bogart.
Jde o dobrodružně-válečný romantický snímek, který vypráví příběh dvou značně rozdílných lidí, kteří se shodou válečných okolností vzájemně sblíží natolik, že dokážou v malém parníčku zvaném Africká královna sjet divokou africkou řeku, uzavřít sňatek a potopit velkou nepřátelskou německou loď.
Děj filmu se odehrává v roce 1914 na počátku první světové války v Německé východní Africe. Dva britští občané prchají v malé lodi na parní pohon po divoké řece před německými vojáky z malé africké misie.

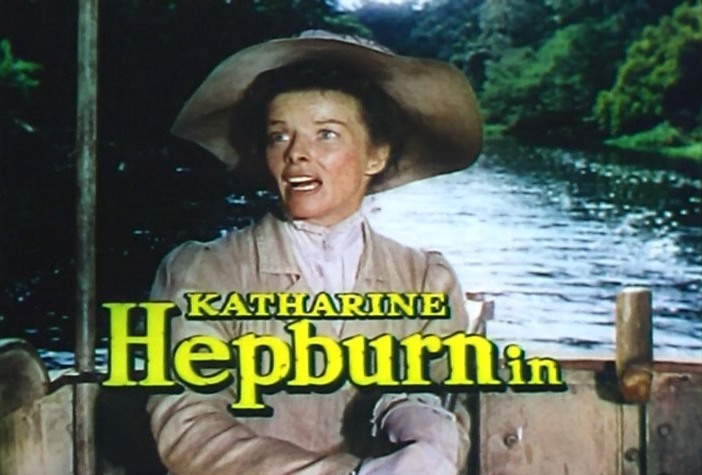
Katharine Hepburnová, snímek z filmu

## Hrají

### Hlavní role
- Humphrey Bogart – Charlie Allnut (dobrodruh a majitel Africké královny)
- Katharine Hepburnová – Rose Sayer, reverendova sestra

### Vedlejší role
- Robert Morley – reverend Samuel Sayer
- Peter Bull – kapitán německého parníku Louisa
- Theodore Bikel – první důstojník na parníku Louisa
- Walter Gotell – druhý důstojník na parníku Louisa
- Peter Swanwick – první důstojník v německé pevnosti Shona
- Richard Marner – druhý důstojník v německé pevnosti Shona

## Historická předloha
Snímek byl natáčen v londýnských filmových ateliérech, africké exteriéry byly natáčeny, mimo jiné, na jezeře Tanganika.
Děj volně vychází ze skutečných událostí. Německá loď Luisa se v reálu jmenovala Graf von Götzen (spuštěna na vodu v červnu 1915) a skutečně byla potopena na jmenovaném jezeře. Po první světové válce byla vyzvednuta, opravena a po Tanganice se plaví dodnes pod jménem MS Liemba.